# Версия (фильм, 2007)
«Версия» (англ. Rendition) — фильм 2007 года режиссёра Гэвина Худа. В основу фильма легли события, произошедшие с Халедом аль-Масри, которого по ошибке похитили и передали ЦРУ, приняв его за соучастника событий 11 сентября.

## Сюжет
Египтянина Анвара Эль-Ибрагими, инженера, живущего в Чикаго со своей матерью, беременной женой Изабеллой и маленьким сыном Джереми, связывают с преступной организацией из-за записей, говорящих о том, что известный террорист Рашид звонил по этому номеру несколько раз. Во время возвращения из конференции в ЮАР его задерживают американские представители и отправляют на секретный объект, где его допрашивают и пытают. Изабеллу об этом не информируют, а записи о полете Анвара из ЮАР удаляют.

## В ролях
| Актёр                  | Роль                        |
| ---------------------- | --------------------------- |
| Риз Уизерспун          | Изабелла Филдс Эль-Ибрагими |
| Джейк Джилленхол       | Дуглас Фримен               |
| Мерил Стрип            | Коррин Уитман               |
| Омар Метвалли          | Анвар Эль-Ибрагими          |
| Игал Наор              | Абаси Фавал                 |
| Алан Аркин             | сенатор Хокинз              |
| Питер Сарсгаард        | Алан Смит                   |
| Арамис Найт            | Джереми Эль-Ибрагими        |
| Боб Гантон             | Ларс Уитман                 |
| Джонатан Кимбл Симмонс | Ли Мейерс                   |

## Отзывы
Фильм получил смешанные отзывы. На сайте Rotten Tomatoes фильм получил рейтинг 47 % на основе 153 рецензий. Роджер Эберт дал фильму 4 звезды из 4, написав, что фильм поднимает вопрос о пытках и личной ответственности и при этом грамотно подходит к моральной стороне вопроса. В то же время Питер Трэверс похвалил актёров фильма, но при этом отметил, что с точки зрения драмы фильм является провалом.